# Glastaria
Glastaria é um género botânico pertencente à família Brassicaceae.